# 琴平神社 (土佐市)
琴平神社（ことひらじんじゃ）は、高知県土佐市にある神社。四国八十八箇所三十五番札所清瀧寺の境内にある。

## 概要
文化12年（1815年）に武藤到和・平道の父子により編纂された土佐国地誌『南路志』によれば、江戸時代前期の寛文8年（1668年）に清瀧寺本堂が全焼した。寺院の防火および発展を祈願して金毘羅が勧進されたと書かれている。これが当神社の起源と考えられており、創建は江戸時代前期17世紀末期と推定される。
本殿は一間社入母屋造平入り柿葺きで、正面に一間の向拝が付いている。「奉再建山神宮」の棟札に天保2年（1831年）の銘がある。江戸時代後期のこの年に建造されたと推定されている。現在、被屋で保護されている。平成8年（1996年）に高知県の保護有形文化財に指定された。
平成10年3月、地元の人々により石の鳥居と石灯篭一対が新しく設置され、鳥居の扁額は琴平神社で灯篭には金毘羅大権現と彫られているので、祭神が大物主と命であるか金毘羅権現であるかは定かでない。

## 文化財
- 本殿：高知県保護有形文化財　平成8年（1996年）4月30日指定

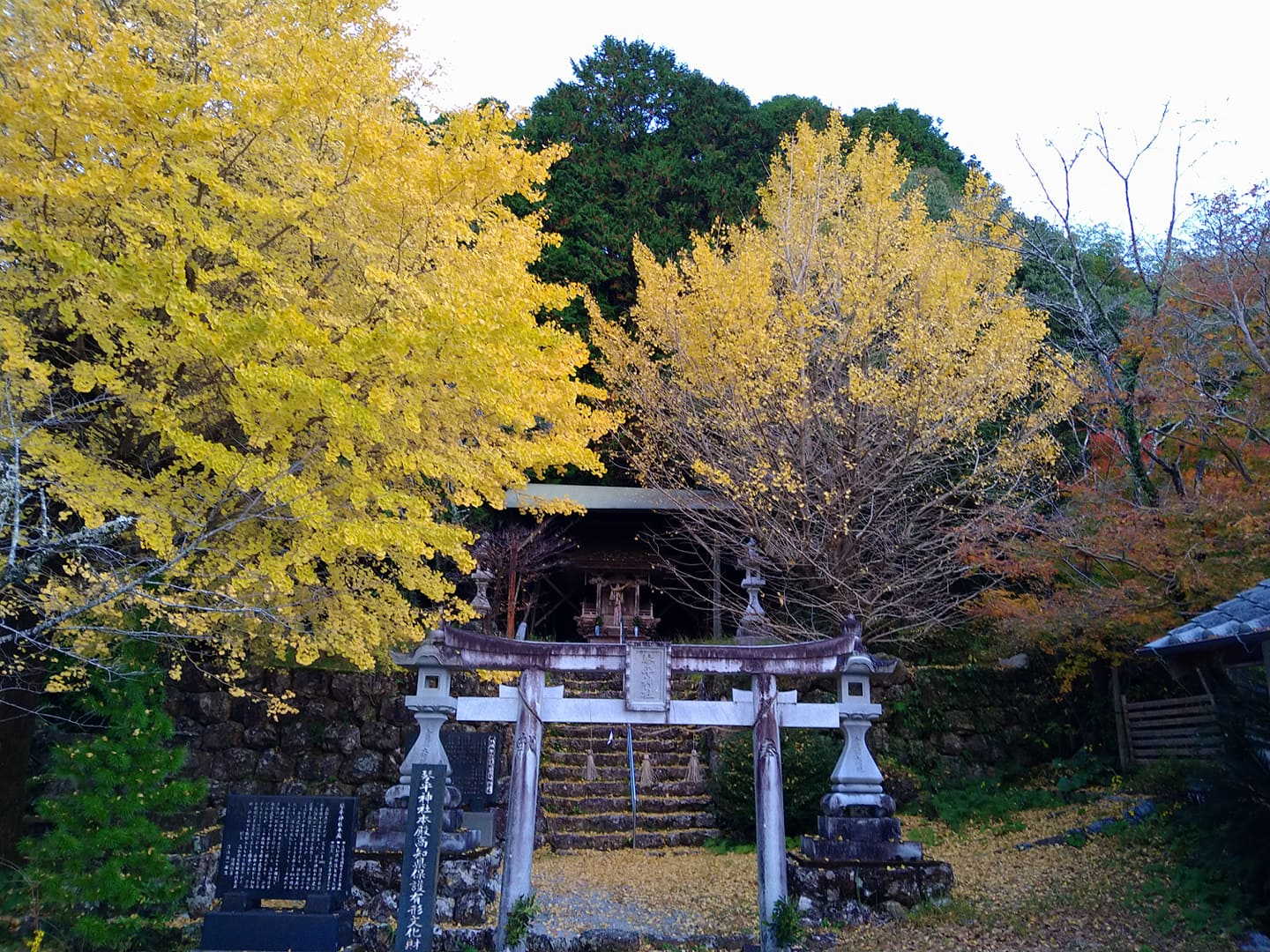
全景
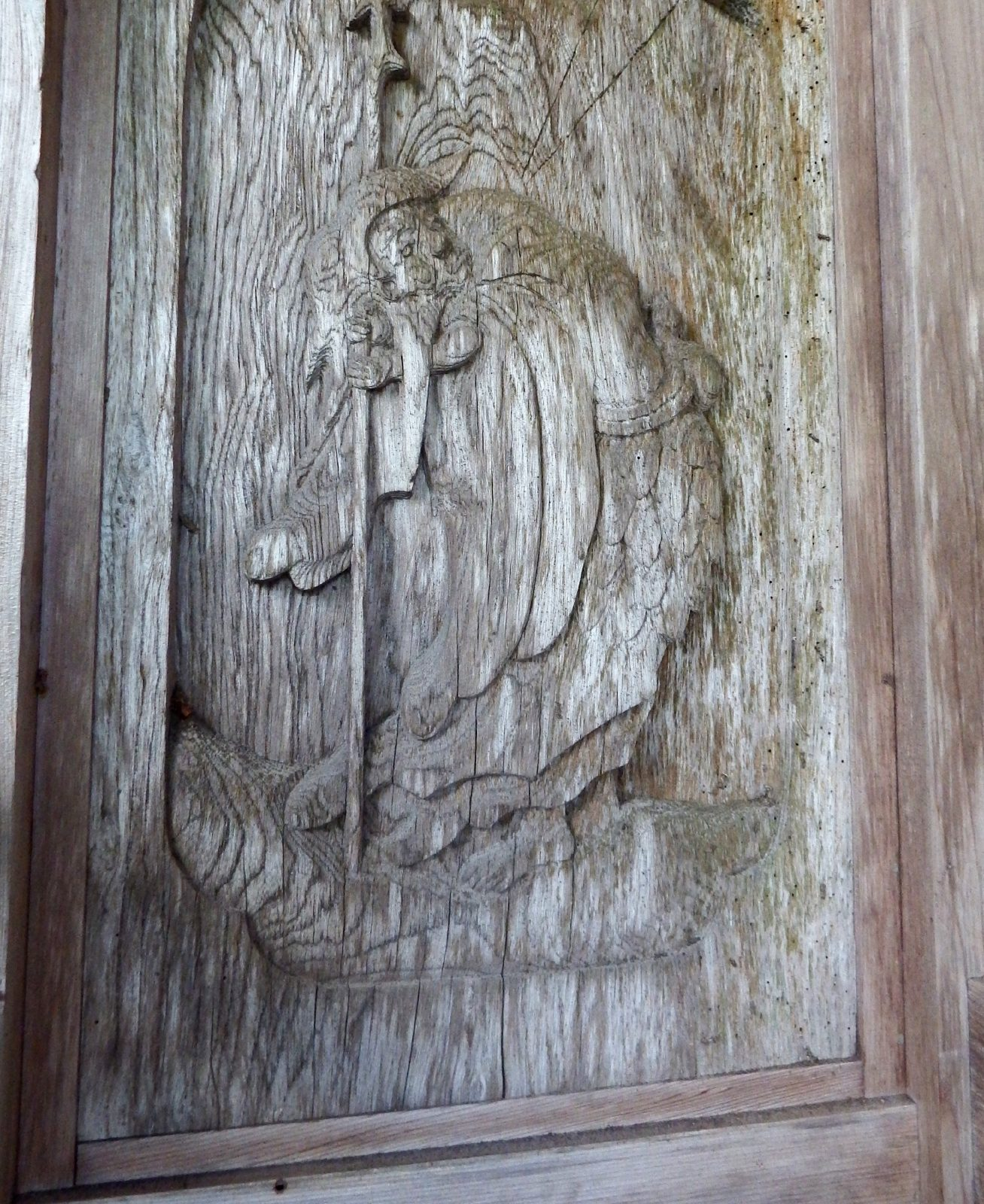
向かって左の彫刻
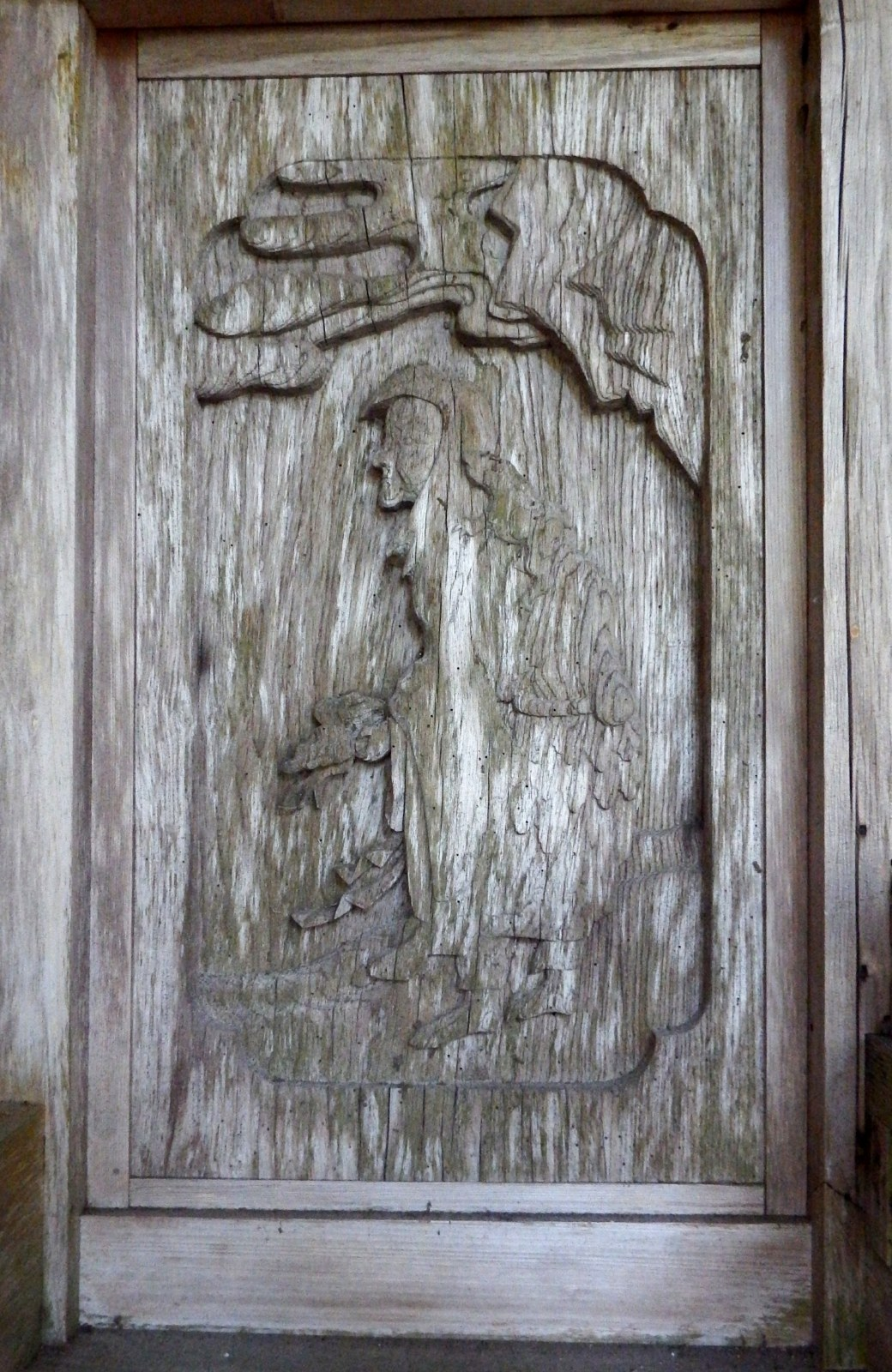
向かって右の彫刻